# Чодраял (Моркинський район)
Чодрая́л (рос. Чодраял, марій. Чодыраял) — присілок у складі Моркинського району Марій Ел, Росія. Входить до складу Коркатовського сільського поселення.

## Населення
Населення — 291 особа (2010; 276 у 2002).
Національний склад (станом на 2002 рік):
- лучні марійці — 98 %